# Bai Xue

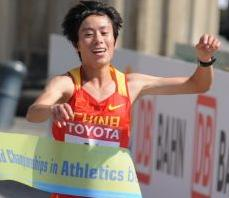
Bai Xue gewinnt Marathon bei den Weltmeisterschaften 2009.

Bai Xue (chinesisch 白雪, Pinyin Bái Xuě; * 13. Dezember 1988 in Heilongjiang) ist eine chinesische Langstreckenläuferin.
Bereits mit 14 Jahren lief sie ihren ersten Marathon und wurde Achte beim Peking-Marathon in 2:37:07 h.
2005 wurde sie Asienmeisterin im 5000- und im 10.000-Meter-Lauf.
2007 wurde sie Dritte beim Peking-Marathon in 2:27:46 h und 2008 Zweite beim Xiamen-Marathon in 2:23:27 h.
Nachdem sie beim 10.000-Meter-Lauf der Olympischen Spiele 2008 in Peking den 21. Platz belegt hatte, siegte sie beim Peking-Marathon desselben Jahres in 2:26:27 h.
2009 gewann sie beim Marathon der Weltmeisterschaften in Berlin Gold in 2:25:15 h. Zur Titelverteidigung beim Peking-Marathon zwei Monate später reichte ihr eine Zeit von 2:34:44 h.

## Persönliche Bestzeiten
- 5000 m: 15:09,84 min, 31. Oktober 2007, Wuhan
- 10.000 m: 31:28,88 min, 17. Oktober 2005, Nanjing
- Marathon: 2:23:27 h, 5. Januar 2008, Xiamen